# Pokoślin baldaszkowaty
Pokoślin baldaszkowaty (Eriogonum umbellatum Michx.) – gatunek rośliny należący do rodziny rdestowatych. Pochodzi z Ameryki Północnej i nie występuje naturalnie w Polsce, jest natomiast czasami uprawiany jako roślina ozdobna.

## Morfologia
PokrójRoślina darniowa tworząca gęste kobierce o wysokości ok. 10 cm.
ŁodygaPędy płonne są rozgałęzione, pokładające się i mają zdolność ukorzeniania się. Głąbiki kwiatowe są wzniesione, sztywne i osiągają wysokość do 30 cm.
LiściePojedyncze, eliptyczne, tworzą różyczki liściowe. Blaszka na górnej stronie jest ciemnozielona, na spodniej, popielata i kutnerowata.
KwiatyZebrane w duże baldachy złożone na szczycie głąbików. U odmiany typowej pąki są różowawe, kwiaty białe, o 6 szeroko rozwartych płatkach. Istnieją kultywary o żółtych kwiatach.

## Zastosowanie i uprawa
Może być uprawiany jako roślina zadarniająca, na skarpach, a także na rabatach kwiatowych i w ogrodach skalnych. Jest mrozoodporny. Podczas bezśnieżnych zim przemarza górna warstwa pędów, ale roślina z łatwością odtwarza się na wiosnę z głębiej położonych różyczek liściowych. Należy jej wybierać stanowisko w bardziej suchym miejscu ogrodu. Rozmnaża się łatwo z ukorzenionych fragmentów łodyg. Najlepiej robić to na wiosnę.